# Црква Светог пророка Илије у Книћу
Црква Светог пророка Илије у Книћу припада Епархији жичкој Српске православне цркве.